# Monte Forcellone
Il Monte Forcellone è una montagna dell'Appennino centrale situata il Lazio, nel Parco nazionale d'Abruzzo, Lazio e Molise. Con un'altitudine di 2 030 m s.l.m., è una delle vette principali del gruppo della Mainarde, della catena dei Monti della Meta,  e rappresenta una meta popolare per gli appassionati di escursionismo e natura.

## Geografia
Il Monte Forcellone si trova nel comune di Picinisco, in provincia di Frosinone, nel cuore dell'Appennino centrale. La montagna è costituita da formazioni rocciose e praterie alpine, con una vegetazione che varia dal faggio nelle zone più basse fino alle praterie e rocciosi più aridi nella parte alta.La vegetazione del Monte Forcellone è tipica delle zone appenniniche, con ampie foreste di faggio nelle zone più basse, e praterie e rocce nude più in alto. 
La fauna locale comprende diverse specie di uccelli rapaci come l'aquila reale, e mammiferi come cinghiali, caprioli e volpi. Il Monte Forcellone è stato modellato nel corso di millenni da processi geologici legati al sollevamento delle Alpi e degli Appennini. L'area ha una grande importanza ecologica e ambientale, essendo parte del Parco Nazionale d'Abruzzo, Lazio e Molise, istituito per proteggere l'integrità degli habitat naturali e della biodiversità.

## Escursionismo
Il Monte Forcellone è una meta molto apprezzata dagli escursionisti. La salita alla vetta, è piuttosto impegnativa, ma offre panorami spettacolari lungo il percorso. I sentieri che portano alla cima attraversano boschi di faggio, ampi pascoli e valli di alta montagna. Il periodo migliore per visitare il Monte Forcellone è la primavera e l'autunno, quando le temperature sono più miti e la vegetazione è al suo massimo splendore. In inverno, la zona può essere innevata, rendendo la salita più difficile e adatta solo a escursionisti esperti.

### Itinerario
Partendo dall'estremità destra del parcheggio di Prati di Mezzo, si imbocca una carrareccia che, percorsa dai fondisti, conduce rapidamente alla Valle Forestella. Attraversato il bosco, si giunge all'inizio di un ampio pianoro, il Piano di Fonte Fredda, chiuso a est dal Monte Cavallo (2.039 m) e a sud dal ripido versante nord del Predicopeglia (1.973 m). Leggermente a ovest, oltre il Predicopeglia, si staglia la bella parete nord del Monte Forcellone (2.030 m). Si prosegue verso questa parete senza un itinerario obbligato, percorrendo una costa a gradoni. Si arriva quindi a una sella a destra, situata a quota 1.626 m, e si entra in un ampio catino, la alta valle Stracciaro. Proseguendo in direzione sud, si traversano i pendii, aggirando una lama rocciosa. Si risale poi un largo canale che, nella parte superiore, raggiunge un’inclinazione di circa 40°, nella grande conca dell'Andichiuso. Da qui, si arriva a un intaglio della cresta a quota 1.900 m, da cui si domina una vasta conca doliniforme, situata a 1.892 m, tra il Monte Predicopeglia e il Monte Forcellone.Si risale quindi la dorsale di destra, lasciando la dolina a sinistra, e si supera uno stretto e ripido canalino oppure, in alternativa, si risale il suo bordo sinistro orografico su roccette. Da qui, si affronta il pendio superiore, con un'inclinazione di 40°, che conduce alla ampia sella tra l'anticima a destra e la cima vera e propria a sinistra. La vetta del Monte Forcellone (quota 2.030 m) è segnata dalla croce di vetta. La discesa avviene lungo lo stesso itinerario di salita.
- Altitudine: 2.030 metri
- Durata dell'escursione: Circa 3-4 ore[3]
- Difficoltà: Media, con tratti rocciosi
- Punto di partenza: Parcheggio di Prati di Mezzo (1.402 m)